# Campionati europei di sci nautico - velocità
I campionati europei di sci nautico per la specialità velocità si tengono a partire dal 1979, inizialmente con cadenza annuale e dal 1990 con cadenza biennale alternandoli con gli anni dei campionati mondiali. L'edizione del 2020 non ha avuto luogo a causa dell'emergenza covid.
Inizialmente era previsto il solito titolo maschile, poi a partire dal 1981, e con la sola eccezione del 1989, è assegnato anche il titolo femminile.
I campioni più titolati sono in campo maschile il britannico Bill Rixon con sei titoli e in campo femminile l'olandese Jolanda Bonestroo e la britannica Kim Lumley con quattro titoli ciascuno.
| 1969 | Whitstable         |           |                     |                     |                        |           |           |           |
| 1969 | Whitstable         | maschile  | Bill Rixon          | --                  | --                     |           |           |           |
| 1970 | Lecco              |           |                     |                     |                        |           |           |           |
| 1970 | Lecco              | maschile  | Brendan Bowles      | --                  | --                     |           |           |           |
| 1971 | Tervant            |           |                     |                     |                        |           |           |           |
| 1971 | Tervant            | maschile  | Bruno Cassa         | --                  | --                     |           |           |           |
| 1972 | Varne              |           |                     |                     |                        |           |           |           |
| 1972 | Varne              | maschile  | John Harvey         | --                  | --                     |           |           |           |
| 1973 | Como               |           |                     |                     |                        |           |           |           |
| 1973 | Como               | maschile  | Bill Rixon          | --                  | --                     |           |           |           |
| 1974 | Hoorn              |           |                     |                     |                        |           |           |           |
| 1974 | Hoorn              | maschile  | Bruno Cassa         | --                  | --                     |           |           |           |
| 1975 | El Balis           |           |                     |                     |                        |           |           |           |
| 1975 | El Balis           | maschile  | Enrico Guggiari     | --                  | --                     |           |           |           |
| 1976 | Harlepool          |           |                     |                     |                        |           |           |           |
| 1976 | Harlepool          | maschile  | Bill Rixon          | --                  | --                     |           |           |           |
| 1977 | Blankenberge       |           |                     |                     |                        |           |           |           |
| 1977 | Blankenberge       | maschile  | Bill Rixon          | --                  | --                     |           |           |           |
| 1978 | Wiesbaden          |           |                     |                     |                        |           |           |           |
| 1978 | Wiesbaden          | maschile  | Bill Rixon          | --                  | --                     |           |           |           |
| 1979 | Camione            |           |                     |                     |                        |           |           |           |
| 1979 | Camione            | maschile  | Bill Rixon          | --                  | --                     |           |           |           |
| 1980 | Harderwijk         |           |                     |                     |                        |           |           |           |
| 1980 | Harderwijk         | maschile  | Danny Bertels       | --                  | --                     |           |           |           |
| 1981 | Marsiglia          |           |                     |                     |                        |           |           |           |
| 1981 | Marsiglia          | femminile | Miriam Grignani     | --                  | --                     |           |           |           |
| 1981 | Marsiglia          | maschile  | Danny Bertels       | --                  | --                     |           |           |           |
| 1982 | Rapita             |           |                     |                     |                        |           |           |           |
| 1982 | Rapita             | femminile | Elizabeth Hobbs     | --                  | --                     |           |           |           |
| 1982 | Rapita             | maschile  | Werner Smolderen    | --                  | --                     |           |           |           |
| 1983 | Torquay            |           |                     |                     |                        |           |           |           |
| 1983 | Torquay            | femminile | Elizabeth Hobbs     | --                  | --                     |           |           |           |
| 1983 | Torquay            | maschile  | Danny Bertels       | --                  | --                     |           |           |           |
| 1984 | Olen               |           |                     |                     |                        |           |           |           |
| 1984 | Olen               | femminile | Miriam Grignani     | --                  | --                     |           |           |           |
| 1984 | Olen               | maschile  | Andy Coe            | --                  | --                     |           |           |           |
| 1985 | Coblenza           |           |                     |                     |                        |           |           |           |
| 1985 | Coblenza           | femminile | Miriam Grignani     | --                  | --                     |           |           |           |
| 1985 | Coblenza           | maschile  | Steven Moore        | --                  | --                     |           |           |           |
| 1986 | Sarnico            |           |                     |                     |                        |           |           |           |
| 1986 | Sarnico            | femminile | Elizabeth Hobbs     | --                  | --                     |           |           |           |
| 1986 | Sarnico            | maschile  | Steven Moore        | --                  | --                     |           |           |           |
| 1987 | Harderwijk         |           |                     |                     |                        |           |           |           |
| 1987 | Harderwijk         | femminile | Nikki Carpenter     | --                  | --                     |           |           |           |
| 1987 | Harderwijk         | maschile  | Steven Moore        | --                  | --                     |           |           |           |
| 1988 | Rouen              |           |                     |                     |                        |           |           |           |
| 1988 | Rouen              | femminile | Nikki Carpenter     | --                  | --                     |           |           |           |
| 1988 | Rouen              | maschile  | Steven Moore        | --                  | Stefano Gregorio       |           |           |           |
| 1989 | Caspe              |           |                     |                     |                        |           |           |           |
| 1989 | Caspe              | maschile  | Stefano Gregorio    | Carlo Cassa         | --                     |           |           |           |
| 1990 | Jersey             |           |                     |                     |                        |           |           |           |
| 1990 | Jersey             | femminile | Rachel Casson       | --                  | Valeria Bruschi        |           |           |           |
| 1990 | Jersey             | maschile  | Darren Kirkland     | Stefano Gregorio    | --                     |           |           |           |
| 1992 | Palermo            |           |                     |                     |                        |           |           |           |
| 1992 | Palermo            | femminile | Valeria Bruschi     | --                  | --                     |           |           |           |
| 1992 | Palermo            | maschile  | Stefano Gregorio    | Pierantonio Caimi   | Peter Tarrida          |           |           |           |
| 1994 | Oropesa del Mar    |           |                     |                     |                        |           |           |           |
| 1994 | Oropesa del Mar    | femminile | Jolanda Bonestroo   | --                  | --                     |           |           |           |
| 1994 | Oropesa del Mar    | maschile  | Stefano Gregorio    | --                  | --                     |           |           |           |
| 1996 | Gallipoli          |           |                     |                     |                        |           |           |           |
| 1996 | Gallipoli          | femminile | Jolanda Bonestroo   | Doortje D'Hellem    | Marina Calegari        |           |           |           |
| 1996 | Gallipoli          | maschile  | Carlo Cassa         | Darren Kirkland     | Danny Van de Ven       |           |           |           |
| 1998 | Biscarrosse        |           |                     |                     |                        |           |           |           |
| 1998 | Biscarrosse        | femminile | Jolanda Bonestroo   | Tina Feringa        | Doortje D'Hellem       |           |           |           |
| 1998 | Biscarrosse        | maschile  | Darren Kirkland     | Peter Bertels       | Jamie Cramphorn        |           |           |           |
| 2000 | Cheratte           |           |                     |                     |                        |           |           |           |
| 2000 | Cheratte           | femminile | Jolanda Bonestroo   | Kim Lumley          | Lena Feringa           |           |           |           |
| 2000 | Cheratte           | maschile  | Darren Kirkland     | Micha Robijn        | Davide Conti           |           |           |           |
| 2002 | Plymouth           |           |                     |                     |                        |           |           |           |
| 2002 | Plymouth           | femminile | Kim Lumley          | Lena Feringa        | Ivy Jennes             |           |           |           |
| 2002 | Plymouth           | maschile  | Carlo Cassa         | Darren Kirkland     | Filip Vervecken        |           |           |           |
| 2004 | Korneuburg         |           |                     |                     |                        |           |           |           |
| 2004 | Korneuburg         | femminile | Kim Lumley          | Lena Feringa        | Natalie Scott          |           |           |           |
| 2004 | Korneuburg         | maschile  | Kenny Wecckx        | Filip Vervecken     | Dimitri Bertels        |           |           |           |
| 2006 | Harderwijk         |           |                     |                     |                        |           |           |           |
| 2006 | Harderwijk         | femminile | Kim Lumley          | Christel Magdeleyns | Sabine Ortlieb         |           |           |           |
| 2006 | Harderwijk         | maschile  | Karl Brooks         | Tommy Klarenbeek    | Dimitri Bertels        |           |           |           |
| 2008 | Ramsgate           |           |                     |                     |                        |           |           |           |
| 2008 | Ramsgate           | femminile | Kim Lumley          | Sabine Ortlieb      | Sylvia De Spiegeleire  |           |           |           |
| 2008 | Ramsgate           | maschile  | Dimitri Bertels     | Tommy Klarenbeek    | Darren Kirkland        |           |           |           |
| 2010 | Cadice             |           |                     |                     |                        |           |           |           |
| 2010 | Cadice             | femminile | Lena Feringa        | Kathrin Ortlieb     | Vicky Leysen           |           |           |           |
| 2010 | Cadice             | maschile  | Darren Kirkland     | Kenny Wecckx        | Marc Avella            |           |           |           |
| 2012 | Genk               |           |                     |                     |                        |           |           |           |
| 2012 | Genk               | femminile | Christel Magdeleyns | Kathrin Ortlieb     | Sylvia De Spiegeleire  |           |           |           |
| 2012 | Genk               | maschile  | Steven Van Gaeveren | Marc Avella         | Dave Vansteelant       |           |           |           |
| 2014 | Vichy-Éguzon       |           |                     |                     |                        |           |           |           |
| 2014 | Vichy-Éguzon       | femminile | Kathrin Ortlieb     | Vicky Leysen        | Davina Sipido          |           |           |           |
| 2014 | Vichy-Éguzon       | maschile  | Dave Vansteelant    | Steven Van Gaeveren | Kurt Brooks            |           |           |           |
| 2016 | Krems an der Donau |           |                     |                     |                        |           |           |           |
| 2016 | Krems an der Donau | femminile | Sabine Ortlieb      | Kathrin Ortlieb     | Katharina Haselsteiner |           |           |           |
| 2016 | Krems an der Donau | maschile  | Steven Van Gaeveren | Roy De Weert        | Buby Bertels           |           |           |           |
| 2018 | Dunoon             |           |                     |                     |                        |           |           |           |
| 2018 | Dunoon             | femminile | Sabine Ortlieb      | Marisa Alongi       | Samantha Clark         |           |           |           |
| 2018 | Dunoon             | maschile  | Steven Van Gaeveren | Tim Lisens          | Robin Mariën           |           |           |           |
| 2020 | Beringen-Cheratte  | annullati | annullati           | annullati           | annullati              | annullati | annullati | annullati |